# Paul Belmondo (escultor)
Paul Belmondo (Argel, 8 de agosto de 1898-París, 1 de enero de 1982) fue un escultor, grabador de medallas francés. Es el padre de Alain y Jean-Paul Belmondo.

## Datos biográficos
Nació en una familia pobre de origen italiano (del Piamonte y Sicilia) en Argel, donde pasó su juventud. Estudió en la escuela primaria Dordor de Argel. Apasionado por el dibujo, comenzó a modelar a la edad de 13 años. Comienza sus estudios de arquitectura en la École des Beaux-Arts de Argel, interrumpidos por la Primera Guerra Mundial. Gaseado en la Batalla de San Mihiel en 1917, es desmovilizado en 1919.

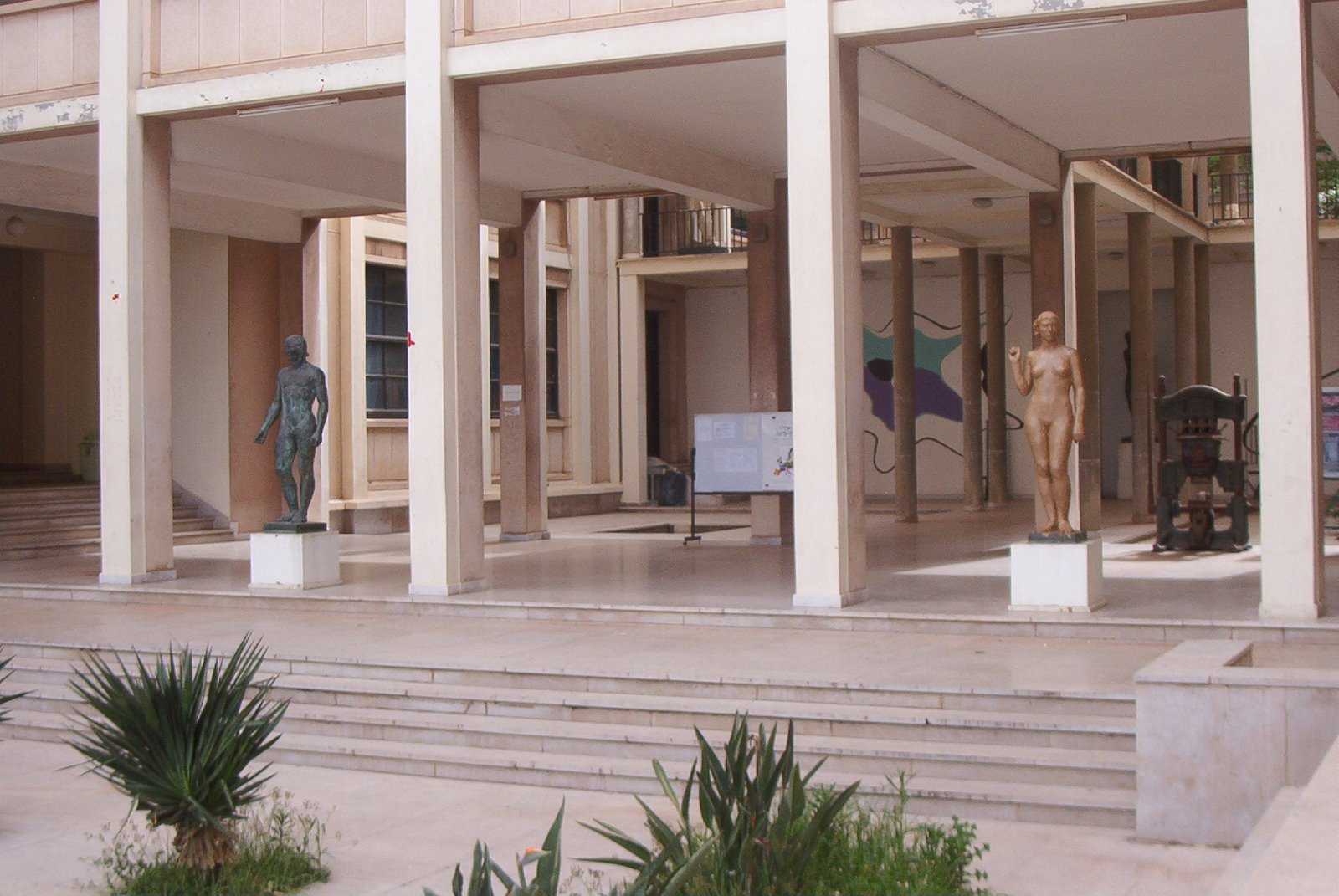
Obras de Belmondo en la École des Beaux-Arts de Argel.

Gracias a una subvención del Gobierno de Argelia, continuó sus estudios en París donde conoce a Jean Boucher y fue alumno y amigo de Charles Despiau. Ganó el Premio Blumenthal y el Premio de Roma de escultura , en 1926. Se casó en París en 1930 (tres hijos de este matrimonio, Alain (1931), Jean-Paul (1933-2021) y Muriel (1945)). Recibió el Gran Premio de Arte de Argelia en 1932 y el Grand Prix de la Ville de París en 1936. Durante la Segunda Guerra Mundial fue miembro del Grupo de Colaboración, que abogaba por la colaboración con las autoridades nazis , en la sección de Artes, donde fue Vicepresidente de la Sección (1941-1945). Participa también en noviembre de 1941, en un "viaje de estudios" a Alemania organizado por Goebbels, lo forman un grupo de pintores y escultores franceses y visitan los lugares más importantes de la cultura alemana así como talleres de artistas. Así, nos encontramos en este viaje a Charles Despiau, Henri Bouchard, Louis Lejeune, Paul Landowski , Roland Oudot , Raymond Legueult, André Dunoyer de Segonzac así como a algunos artistas de la vanguardia, entre ellos Kees Van Dongen, Maurice de Vlaminck, André Derain y Othon Friesz. Por su actitud, estos artistas utilizan la propaganda nazi por diversas razones pero rara vez por política. Paul Belmondo no estaba "preocupado" tras la Liberación, ya que otros muchos habían colaborado con los nazis.
Antes de la guerra, había recibido muchos pedidos por parte del Estado, incluyendo el Palacio de Chaillot, con Leo-Ernest Drivier y Marcel Gimond. Se convirtió en profesor en la École Nationale Supérieure des Beaux-Arts de París en 1956 y en miembro del Instituto de Francia en 1960.
Nombrado Comandante de la Legión de Honor y la Orden de las Artes y las Letras. Oficial de la Orden de Leopoldo de Bélgica.
Murió a los 83 años el 1 de enero de 1982 en París. Está enterrado en el cementerio de Montparnasse.
Su taller estaba ubicado en los antiguos establos, en la avenida Denfert-Rochereau de París. 

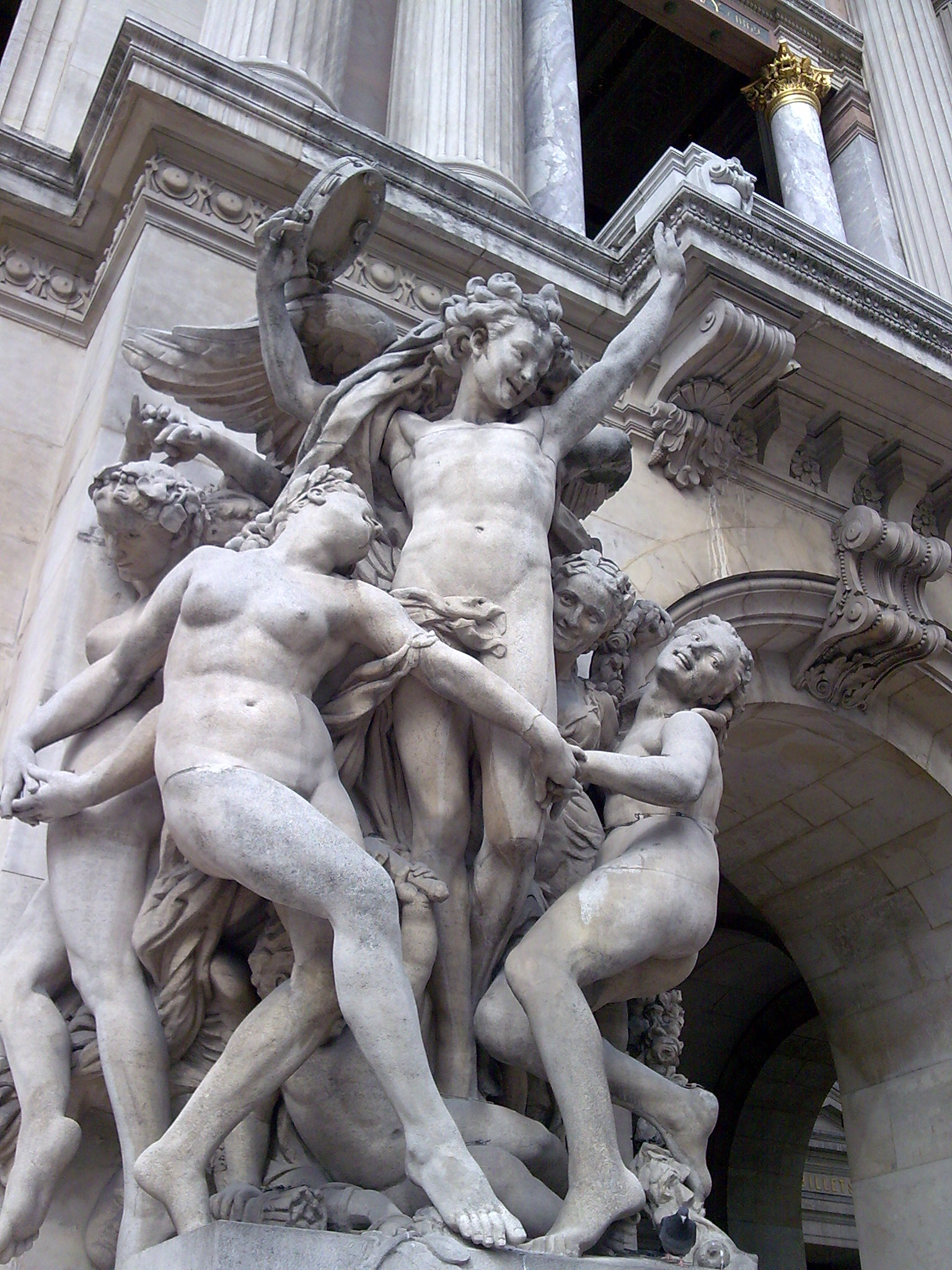
Allégorie de la Danse de Jean-Baptiste Carpeaux en la fachada de la Ópera de París.

## Obras
El trabajo de Belmondo sigue el estilo académico neoclásico, la búsqueda de formas armoniosas con líneas simples y superficies lisas. También hizo medallas e ilustraciones para libros de arte, incluyendo el Boubouroche de Georges Courteline . Dos bronces, Jeannette y Apolo, están instalados en los Jardines del Palacio de las Tullerías desde 1988 (donados por la familia Belmondo). Una bañista de Paul Belmondo adorna el cruce de Orleans centro.
Cuando la escultura de "La Danza" de Jean-Baptiste Carpeaux fue trasladada desde el exterior de la Ópera Garnier en 1964, Belmondo hizo la sustituta para la ubicación original.
Una exposición retrospectiva de su obra, titulada "La escultura de serenidad", se organizó en varias ciudades de Francia de 1997 a iniciativa del Ministerio de Cultura. El Museo Nacional de Bellas Artes de Argel tiene una gran colección de esculturas de Belmondo. 
El Museo Nacional de Bellas Artes de Argel, tiene una gran colección del escultor Paul Belmondo clasificada como "estratégica" (término utilizado por la administración de ese museo).

## Museo Paul Belmondo
Jean-Paul Belmondo, su hermano Alain y su hermana Muriel donaron en marzo de 2007 a la ciudad de Boulogne-Billancourt todas las obras de su padre. En total 259 esculturas, 444 medallas, y casi 900 dibujos, así como cuadernos de bocetos y trabajos preparatorios. Toda la presentación de estas obras se hará en 1000 metros cuadrados en un museo de reciente creación en el castillo Buchillot, un curioso edificio del siglo XVIII, reconstruido en el siglo XIX por su propietario James de Rothschild (el parque del castillo se ha convertido durante muchos años en parque público de la ciudad, bajo el nombre de Parque Rothschild). El edificio propiedad de la ciudad, monumento histórico, será renovado por un importe de más de 2,7 millones de euros y el museo debía abrir al público a finales de aa. En mayo de 2008, la apertura fue aplazada, y prevista para finales de 2009 o principios de 2010.
Emmanuel Breon, uno de los mejores conocedores del escultor y antiguo conservador del Museo de los Años Treinta de Boulogne-Billancourt, es responsable de la implantación del museo en la ciudad , anhelado por la familia Belmondo durante muchos años. Las obras se almacenan temporalmente en las reservas del museo de los Años Treinta.
La apertura del Museo se espera para septiembre de 2010